# 陳以勤
陳以勤（1511年—1586年），字逸父，號松谷，別號青居山人，四川順慶府南充縣人，明朝政治人物。嘉靖辛丑進士，官至吏部尚書武英殿大學士。

## 生平
陳堯佐之後，高祖陳紀為博士弟子。老祖陳彥良初遷至南充，數傳至陳興。明世宗嘉靖二十年（1541年）辛丑科三甲108名進士，選庶吉士，授官檢討。後任裕王府侍講，與抗衡嚴嵩，《明史》说他“焦心瘁志，髮为骤白。”明穆宗時以禮部右侍郎兼文淵閣大學士，入閣參理機務，敢于直言，上《励精修政》四事疏。陆光祖评他是“披肝胆，触忌讳，他人所断舌不敢道者。”與首輔張居正意見不合，辭官退歸南充，捐银倡修广恩桥（今西桥）。

## 著作
有《青居山房稿》。

## 家族
曾祖陳衡，訓導；祖陳信，監生；父陳大策；母王氏（1484年-1549年），封孺人。具庆下。兄弘德；宗德；以中，弟以廉。妹夫（姐夫）：陕西按察司副使王廷先、户部员外郎王之臣、庠生杜汝幹。
有子陳陛。

## 延伸阅读
- 陆树声《封孺人陳母王氏墓誌銘》

[在维基数据编辑]
 《國朝獻徵錄·卷之十七》，出自焦竑《國朝獻徵錄》
 《明史卷一百九十三》，出自《明史》

## 外部鏈接
- 陳以勤 （页面存档备份，存于） 資料連結
- 南充人陈以勤陈于陛 明朝唯一的父子宰辅 （页面存档备份，存于） 華西都市報